# Parapallene spinosa
Parapallene spinosa är en havsspindelart som först beskrevs av Möbius, K. 1902.  Parapallene spinosa ingår i släktet Parapallene och familjen Callipallenidae. Inga underarter finns listade i Catalogue of Life.